# Пюёряля, Мика
Мика Пю́ёряля (фин. Mika Pyörälä; род. 13 июля 1981 года, Оулу, Финляндия) — финский хоккеист, крайний нападающий. В составе сборной Финляндии выступал на 7 чемпионатах мира и выиграл 4 медали, включая золото 2011 года. Участник Олимпийских игр 2018 года.
Многократный чемпион Финляндии в составе «Кярпята» из родного Оулу, за который провёл более 10 сезонов. Всего в чемпионате Финляндии провёл 749 матчей и набрал 448 очков (216+232). В сезоне 2016/17 был признан лучшим игроком чемпионата Финляндии по версии хоккеистов. В сезоне 2019/20 38-летний Пюёряля стал лучшим хоккеистом чемпионата по системе «плюс/минус».
Завершил карьеру в 2022 году.

## Статистика
| Легенда | Легенда                    | Легенда | Легенда                   | Легенда | Легенда    |
| ------- | -------------------------- | ------- | ------------------------- | ------- | ---------- |
| И       | Количество проведённых игр | Штр     | Штрафное время            | +/−     | Плюс-минус |
| Г       | Голы                       | П       | Голевые передачи          | О       | Очки       |
| -       | Статистика неизвестна      | —       | Статистика не учитывалась |         |            |